# Cascade-hegység
A Cascade-hegység (angolul Cascade Range) Észak-Amerika egyik legnagyobb hegylánca, mely Brit Columbiától (Kanada) Washington államon és Oregon államon keresztül egészen Észak-Kaliforniáig terjed. Régies magyar megnevezése: Kaszkádok. Nevét zúgókkal-vízesésekkel (kaszkád) folyó vizeiről kapta.
A hegyláncban számos tűzhányó és sok, üledékes kőzetekből álló hegy is van. Az üledékes rész az Északi-Cascade-ok (North Cascades), a vulkanikus a Magas-Cascade-ok (High-Cascades). A hegylánc kanadai – kisebb – részét Kanadai-Cascade-oknak (Canadian Cascades) is hívják.
A Kaszkádok a Csendes-óceán partjai mentén végigfutó Tűzgyűrű része; ebben sok a működő vagy szunnyadó tűzhányó. Az elmúlt 200 évben az Amerikai Egyesült Államok szárazföldi részén csak itt tört ki vulkán. A legutóbbi ilyen esetek a Lassen Peak (1914 és 1921) és a Mount Saint Helens (1980 és 2005) kitörései voltak.

## Földrajz
A hegylánc hossza mintegy 1200 km, szélessége nagyjából 130 km. Északon a Nicola és a Thompson összefolyásánál kezdődik, illetve a Fraser folyó választja el a Parti-hegységtől, Észak-Kaliforniában a Shasta-Kaszkád végén álló Lassen Peak tűzhányóig terjed.
A Kaszkádok legmagasabb vulkánjait hívják Magas-Kaszkádoknak, amelyek több mint ezer méterrel is magasabbak, mint a környezetükben (80–160 km) levő többi csúcs. A hegylánc legmagasabb csúcsa a Washington államban a Mount Rainier (4932 m).
Az Északi-Kaszkádok a Mount Rainier-től északra kezdődnek, de hivatalosan csak a kanadai részt hívják annak, egészen a 2049 m magas Lytton-hegyig. Az Északi és a Kanadai-Kaszkádok vonulata rendkívül szaggatott, a kisebb csúcsok is meredekek, és mély gleccservölgyek választják el őket egymástól A Kanadai-Kaszkádok déli része, különösen a Skagit-hegység geológiailag és geomorfológiailag hasonlít az Északi-Kaszkádokhoz, míg az északi és északkeleti részeken kevésebb a gleccser és több a fennsík (ezek tipikus példája a Thompson-fennsík).
A Csendes-óceán közelsége miatt a nyugati szelek az uralkodók, különösen a nyugati lejtőkön és jelentős a csapadékmennyiség, főleg a nyugati hegyoldalakon, ahol egyes helyeken a 25 méteres évenkénti hatalmas hómennyiséget is elérheti. Az egy szezonban leesett hómennyiség világrekordját a Washington államban található Mount Baker-nél mérték 1998-1999 telén: 29 métert. Az addigi rekordot 1978-ban mérték a Mount Rainier déli, Paradise-nak nevezett felén. Nem ritka a 13 méter feletti hómennyiség sem, mint a Lassen Peak-nél található Lake Helen nevű tengerszemnél. A hómennyiség miatt a Magas-Kaszkádok egész évben hóval és jéggel borítottak és a növényvilág is alkalmazkodott ehhez a rendkívüli csapadékmennyiséghez. A hegyláncot sűrű erdő borítja, a leggyakoribb, nyugati oldalon megtalálható fafajok az Amerikai duglászfenyő, a váltótűs hemlokfenyő és a Vörös éger, míg a szárazabb, keleti oldalon leginkább az Amerikai sárgafenyő található, a magasabban fekvő részeken pedig a nyugati vörösfenyő, a szirti hemlokfenyő, a Sziklás-hegységi jegenyefenyő, valamint a Larix lyallii nevű vörösfenyőfaj. A keleti oldal előhegységeinél a csapadék az eső-árnyék hatás miatt csupán 230 milliméter körül van. Ettől keletre egy száraz fennsík terül el, ami 17-24 millió éve alakult ki. Együttesen ezek a területek alkotják az 520 ezer négyzetkilométeres Columbia-fennsíkot.
A Kaszkádok amerikai vonulata egyetlen helyen, a keleti-nyugati csapású Columbia River Gorge-nál törik meg (ez a Columbia folyó egyik kanyonja). Amikor a Cascade-hegység 7 millió éve a pliocén korban elkezdett kiemelkedni, a Columbia elöntötte a viszonylag alacsonyan fekvő Columbia-fennsíkot. Miközben a hegylánc egyre magasabb lett, a folyó erodálta a kőzetet, így alakult ki ez a kanyon.

## Felfedezése

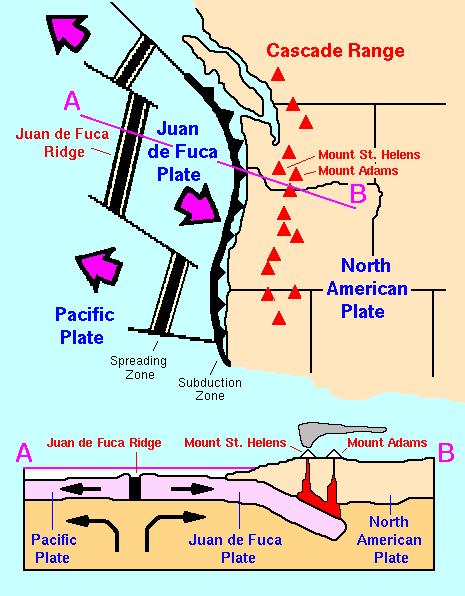
A Cascade-hegység lemeztektonikai kialakulása

Cascade-hegység

1792 elején George Vancouver brit hajóskapitány a Puget Sound öblöt térképezte fel, illetve ő adott először angol neveket a hegycsúcsoknak. A Mount Baker egyik tisztjéről, Joseph Baker hadnagyról lett elnevezve, bár az első európai, aki láttam, Manuel Quimper spanyol felfedező volt 1790-ben, aki a La gran montaña del Carmelo nevet adta neki. A Mount Rainier Peter Rainier brit admirálisról lett elnevezve, 1792 végén Vancouver megkérte egyik tisztjét, hogy hajózzon fel a Columbián. William Robert Broughton látta meg először Oregon állam legmagasabb csúcsát, a Mount Hoodot, amit Lord Samuel Hoodról, a Brit Királyi Haditengerészet admirálisáról nevezett el. 1792 májusában, Vancouver a Columbia folyó torkolatából látott egy másik magas csúcsot, amit egy brit diplomatáról, Alleyne FitzHerbert, St. Helens bárójáról nevezett el Mount St. Helensnek. Vancouver azonban a hegységnek nem adott nevet, egyszerűen „keleti havas hegyeknek” nevezte őket, a spanyolok pedig a hasonló jelentéssel bíró Sierra nevadának.
1805-ben Lewis és Clark expedíciója a Columbia folyón hajózva keltek át a hegyeken, és éveken át ez volt a legpraktikusabb módja az átkelésnek. Ők voltak az első nem őslakos amerikaiak, akik meglátták a Mount Adamst, de azt hitték, hogy az a Mount St. Helens, amikor pedig azt is elérték, összetévesztették a Mount Rainier csúcsával. Amikor az expedíció hazaindult, egy másik hegyet a felfedező út támogatójáról, Thomas Jefferson amerikai elnökről neveztek el. A hegyláncot ekkor még Nyugati-hegységnek nevezték. A felfedező körút után egyre több telepes próbált meg átkelni a hegyláncon, az egyetlen akadályt pedig a Columbia River Gorge kanyonjában a zúgók jelentették. Hamarosan ezt a területet a „zúgóknál (kaszkádoknál) lévő hegyeknek" kezdték el hívni. Először David Douglas skót botanikus írásaiban olvasható a hegylánc ma is használt, Cascade neve. Mára a zúgók nem láthatók, mivel a Bonneville-vízerőmű építésekor elöntötte a folyó ezt a területet.
1814-ben Alexander Ross prémvadász volt az első, aki a hegység északi részén kelt át, a Fort Okanogan erőd és a Puget Sound öböl között. A North West Company nevű prém- és szőrmekereskedő vállalatnak dolgozó Ross útleírása elég pontatlan az útvonalát illetően, de a Methow folyó alsó folyását követve érte el a hegyeket és valószínűleg a Cascade-hágón át érte el a Skagit folyót. Mindezek mellett ő térképezte fel először a Stehekin folyót és környékét. A hegyeken történő átkelés nehézsége és a kis hódpopuláció miatt vállalata csak néhány expedíciót indított.
A hegység felfedezését és az ott történő letelepedést elősegítette, hogy a Hudson's Bay Company kereskedőtársaság a Washington államban levő, a Columbia folyó északi partján fekvő Vancouver területén létrehozta a Fort Vancouver nevű kereskedelmi központot. Ettől a központi helytől mentek a prémvadászok begyűjteni zsákmányukat, és átevezve Columbia déli partjára bővítették az oregoni Portland és San Francisco közötti, korábban indiánok által is használt Siskiyou-ösvényt, amin keresztül a legegyszerűbb volt eljutni Kalifornia területére. Az 1820-as és 1830-as évtizedekben ezek a prémvadászok voltak az első fehér bőrű emberek, akik felfedezték a Crater Lake tavát, a Mount McLoughlin-t, a Medicine Lake tűzhányót, a Mount Shastát, valamint a Lassen Peak csúcsát.
1840-es években határvita alakult ki az amerikai és a brit kormány között. Az egyik elképzelés szerint a Cascade-hegység gerincénél húzódott volna a határ, de ezt az amerikaiak nem fogadták el. 1846-ban az Oregoni Szerződésben rögzítették, hogy a Vancouver-sziget és a 49. szélességi foktól északra fekvő területek a Brit Birodalom részei, az attól délre fekvő területek pedig az Egyesült Államoké. Az 1870-es évekig a Hudson Bay Company egyik legfontosabb kereskedelmi útvonala a York Factory Express volt, Portland és a Hudson-öböl partján fekvő York Factory között. Az útvonal a Columbia és az Okanogan folyókat követte a hegyeken át történő közlekedés helyett. A Naches-hágót elsősorban szarvasmarhák és lovak szállításakor használtak, amiket a Fort Nisqually nevű, erődített kereskedelmi ponthoz vittek.
A Parti-hegységnél csak az 1840-es években kezdtek el megjelenni telepesek, ami azt jelentette, hogy egyre többen utaztak az Oregoni szekérúton, ami a Cascade-hegység addig érintetlen részeinek felfedezését is jelentette. Röviddel ezután a vasútvonalak is megjelentek, ami pedig a fakitermelés fellendítéséhez vezetett. Mindenez ellenére, a Cascade-hegység a mai napig elsősorban érintetlen területeiről ismert. Számos nemzeti park, természetvédelmi terület, érintetlen vadon és egyéb, védett terület található a hegyekben.
A hegység kanadai részéhez hozzátartozik az 1858-1860 közötti aranyláz a Fraser-kanyonban, az 1860-tól épített Cariboo út, amelyet rendkívül veszélyes terepviszonyok közt építettek, hogy az aranyláz miatt megjelenő embertömeget, gépeket, és a kényelmüket szolgáló árucikket a megfelelő helyre juttassanak. Ez váltotta fel a Hudson's Bay Company régi útvonalait: a Dewdney-ösvényt és a Brigade-ösvényt. A Canadian Pacific vasútvonal a Coquihalla folyó hágóin keresztül vezetett, amik Kanada legmeredekebb útvonalai közé tartoznak.

## Fordítás
Ez a szócikk részben vagy egészben  a   Cascade Range című angol Wikipédia-szócikk ezen változatának fordításán alapul.  Az eredeti cikk szerkesztőit annak laptörténete sorolja fel. Ez a jelzés csupán a megfogalmazás eredetét és a szerzői jogokat jelzi, nem szolgál a cikkben szereplő információk forrásmegjelöléseként.